# Artur Avahimjan
Artur Samvelovyč Avahimjan (in ucraino Артур Самвелович Авагімян?; Mariupol', 16 gennaio 1997) è un calciatore ucraino, centrocampista dell'LNZ Čerkasy.

## Carriera

### Club
Cresciuto nel settore giovanile del Mariupol', nel 2012 viene acquistato dallo Šachtar; nel febbraio 2017 viene ceduto in prestito al Mariupol' che lo aggrega inizialmente alla seconda squadra in terza divisione. Fa il suo esordio fra i professionisti il 27 maggio in occasione dell'incontro di Perša Liha perso 2-1 contro il Kramators'k.
Al termine della stagione il club viene promosso in Prem"jer-liha ed il giocatore passa a titolo definitivo al club biancoblù; debutta nella massima divisione ucraina il 5 novembre 2017 in occasione dell'inconteo perso 3-1 contro lo Šachtar.
Al termine della stagione rimane svincolato e nel marzo 2019 si accorda con l'Arsenal Kiev; realizza la sua prima rete il 29 aprile nel match vinto 2-0 contro il Desna Černihiv.
Nel mercato estivo seguente passa agli armeni dell'Alaškert con cui tuttavia trova poca continuità di impiego giocando solamente 3 incontri. Nel febbraio del 2020 fa ritorno in patria fra le file del Čornomorec'.

### Nazionale
Ha giocato nelle nazionali giovanili ucraine Under-16, Under-17, Under-18 ed Under-19.

## Statistiche
Statistiche aggiornate al 7 novembre 2021.

### Presenze e reti nei club
| Stagione        | Squadra         | Campionato      | Campionato | Campionato | Coppe nazionali | Coppe nazionali | Coppe nazionali | Coppe continentali | Coppe continentali | Coppe continentali | Altre coppe | Altre coppe | Altre coppe | Totale | Totale | Totale |
| Stagione        | Squadra         | Comp            | Pres       | Reti       | Comp            | Pres            | Reti            | Comp               | Pres               | Reti               | Comp        | Pres        | Reti        | Pres   | Reti   |        |
| --------------- | --------------- | --------------- | ---------- | ---------- | --------------- | --------------- | --------------- | ------------------ | ------------------ | ------------------ | ----------- | ----------- | ----------- | ------ | ------ | ------ |
| 2016-2017       | Mariupol'-2     | 2L              | 10         | 1          |                 | -               | -               |                    | -                  | -                  |             | -           | -           | 10     | 1      |        |
| 2016-2017       | Mariupol'       | 1L              | 1          | 0          | CU              | 0               | 0               |                    | -                  | -                  |             | -           | -           | 1      | 0      |        |
| 2017-2018       | Mariupol'       | PL              | 3          | 0          | CU              | 1               | 0               |                    | -                  | -                  |             | -           | -           | 4      | 0      |        |
| 2018-2019       | Arsenal Kiev    | PL              | 8          | 2          | CU              | 0               | 0               |                    | -                  | -                  |             | -           | -           | 8      | 2      |        |
| 2019-feb. 2020  | Alaškert        | BC              | 1          | 0          | CA              | 1               | 0               | UEL                | 1                  | 0                  | SA          | 0           | 0           | 3      | 0      |        |
| feb.-ago. 2020  | Čornomorec'     | 1L              | 10         | 1          | CU              | 0               | 0               |                    | -                  | -                  |             | -           | -           | 10     | 1      |        |
| 2020-2021       | Čornomorec'     | 1L              | 27         | 6          | CU              | 2               | 2               |                    | -                  | -                  |             | -           | -           | 29     | 8      |        |
| 2021-2022       | Čornomorec'     | PL              | 14         | 4          | CU              | 2               | 0               |                    | -                  | -                  |             | -           | -           | 16     | 4      |        |
| Totale carriera | Totale carriera | Totale carriera | 74         | 14         |                 | 6               | 2               |                    | 1                  | 0                  |             | 0           | 0           | 81     | 16     |        |